# Premi Emmy 1998
La cerimonia della 50ª edizione dei Primetime Emmy Awards (50th Primetime Emmy Awards) si è tenuta allo Shrine Auditorium di  Los Angeles il 13 settembre 1998.
La cerimonia è stata trasmessa dalla NBC.
I Creative Arts Emmy Awards sono stati consegnati il 29 agosto.

## Primetime Emmy Awards

### Migliore serie drammatica
- The Practice - Professione avvocati
- E.R. - Medici in prima linea
- Law & Order - I due volti della giustizia
- New York Police Department
- X-Files

### Migliore serie comica o commedia
- Frasier
- Ally McBeal
- Una famiglia del terzo tipo
- The Larry Sanders Show
- Seinfeld

### Migliore miniserie
- Dalla terra alla luna (From the Earth to the Moon), registi vari
- George Wallace, regia di John Frankenheimer
- Merlino (Merlin), regia di Steve Barron
- More Tales of the City, regia di Pierre Gang
- Moby Dick, regia di Franc Roddam

### Migliore film per la televisione
- Don King - Una storia tutta americana (Don King - Only in America), regia di John Herzfeld
- Gia - Una donna oltre ogni limite, regia di Michael Cristofer
- La guerra dei bugiardi (A Bright Shining Lie), regia di Terry George
- La parola ai giurati (12 Angry Men), regia di William Friedkin
- Parole dal cuore (What the Deaf Man Heard), regia di John Kent Harrison

### Migliore attore in una serie drammatica
- Andre Braugher (Det. Frank Pembleton) – Homicide
- David Duchovny (Fox Mulder) – X-Files
- Anthony Edwards (Dr. Mark Greene) – E.R. - Medici in prima linea
- Dennis Franz (Andy Sipowicz) – New York Police Department
- Jimmy Smits (Bobby Simone) – New York Police Department

### Migliore attore in una serie comica o commedia
- Kelsey Grammer (Frasier Crane) – Frasier
- Michael J. Fox (Mike Flaherty) – Spin City
- John Lithgow (Dick Solomon) – Una famiglia del terzo tipo
- Paul Reiser (Paul Buchanan) – Innamorati pazzi
- Garry Shandling (Larry Sanders) – The Larry Sanders Show

### Migliore attore in una miniserie o film per la televisione
- Gary Sinise (George Wallace) – George Wallace
- Jack Lemmon (Giurato n. 8) – La parola ai giurati
- Sam Neill (Merlino) – Merlino
- Ving Rhames (Don King) – Don King - Una storia tutta americana
- Patrick Stewart (Capitano Ahab) – Moby Dick

### Migliore attrice in una serie drammatica
- Christine Lahti (Kathryn Austin) – Chicago Hope
- Gillian Anderson (Dana Scully) – X-Files
- Roma Downey (Monica) – Il tocco di un angelo
- Julianna Margulies (Carol Hathaway) – E.R. - Medici in prima linea
- Jane Seymour (Dr. Michaela Quinn) – La signora del West

### Migliore attrice in una serie comica o commedia
- Helen Hunt (Jamie Buchanan) – Innamorati pazzi
- Kirstie Alley (Veronica Chase) – L'atelier di Veronica
- Ellen DeGeneres (Ellen Morgan) – Ellen
- Jenna Elfman (Dharma Montgomery) – Dharma & Greg
- Calista Flockhart (Ally McBeal) – Ally McBeal
- Patricia Richardson (Jill Taylor) – Quell'uragano di papà

### Migliore attrice in una miniserie o film per la televisione
- Ellen Barkin (Glory Marie Jackson) – Prima che le donne avessero le ali (Before Women Had Wings), regia di Lloyd Kramer
- Jamie Lee Curtis (Maggie Green) – Il dono di Nicholas (Nicholas' Gift), regia di Robert Markowitz
- Judy Davis (Gladwyn Ritchie) – Una famiglia per Lara (The Echo of Thunder), regia di Simon Wincer
- Olympia Dukakis (Mrs. Anna Madrigal) – More Tales of the City
- Angelina Jolie (Gia Marie Carangi) – Gia - Una donna oltre ogni limite
- Sigourney Weaver (Lady Claudia Hoffman) – Biancaneve nella foresta nera (Snow White: A Tale of Terror), regia di Michael Cohn

### Migliore attore non protagonista in una serie drammatica
- Gordon Clapp (Greg Medavoy) – New York Police Department
- Héctor Elizondo (Dr. Phillip Watters) – Chicago Hope
- Steven Hill (Adam Schiff) – Law & Order - I due volti della giustizia
- Eriq La Salle (Peter Benton) – E.R. - Medici in prima linea
- Noah Wyle (John Carter) – E.R. - Medici in prima linea

### Migliore attore non protagonista in una serie comica o commedia
- David Hyde Pierce (Niles Crane) – Frasier
- Jason Alexander (George Costanza) – Seinfeld
- Phil Hartman (Bill McNeal) – NewsRadio
- Jeffrey Tambor (Hank Kingsley) – The Larry Sanders Show
- Rip Torn (Arthur) – The Larry Sanders Show

### Migliore attore non protagonista in una miniserie o film per la televisione
- George C. Scott (Giurato n. 3) – La parola ai giurati
- Hume Cronin (Giurato n. 9) – La parola ai giurati
- Gregory Peck (Padre Mapple) – Moby Dick
- Martin Short (Frik) – Merlino
- J.T. Walsh (Ray Percy) – Una vita di speranza (Hope), regia di Goldie Hawn

### Migliore attrice non protagonista in una serie drammatica
- Camryn Manheim (Ellenor Frutt) – The Practice - Professione avvocati
- Kim Delaney (Dian Russell) – New York Police Department
- Laura Innes (Kerry Weaver) – E.R. - Medici in prima linea
- Della Reese (Tess) – Il tocco di un angelo
- Gloria Reuben (Jeanie Boulot) – E.R. - Medici in prima linea

### Migliore attrice non protagonista in una serie comica o commedia
- Lisa Kudrow (Phoebe Buffay) – Friends
- Christine Baranski (Maryann Thorpe) – Cybill
- Julia Louis-Dreyfus (Elaine Benes) – Seinfeld
- Kristen Johnson (Sally Solomon) – Una famiglia del terzo tipo
- Jane Leeves (Daphne Moon) – Frasier

### Migliore attrice non protagonista in una miniserie o film per la televisione
- Mare Winningham (Lurleen Wallace) – George Wallace
- Helena Bonham Carter (Morgana) – Merlino
- Julie Harris (Leonora) – Ellen Foster
- Judith Ivey (Lucille) – Parole dal cuore
- Angelina Jolie (Cornelia Wallace) – George Wallace

### Migliore regia per una serie drammatica
- Brooklyn South – Mark Tinkler
- New York Police Department – Paris Barclay
- Chicago Hope – Bill D'Elia
- E.R. - Medici in prima linea – Thomas Schlamme
- X-Files – Chris Carter

### Migliore regia per una serie comica o commedia
- The Larry Sanders Show – Todd Holland
- Ally McBeal – James Frawley
- Ally McBeal – Allan Arkush
- Dharma & Greg – James Burrows
- Una famiglia del terzo tipo – Terry Hughes

### Migliore regia per una miniserie o film per la televisione
- George Wallace – John Frankenheimer
- Dalla terra alla luna – Tom Hanks
- Don King - Una storia tutta americana – John Herzfeld
- Merlino – Steve Barron
- La parola ai giurati – William Friedkin

### Migliore sceneggiatura per una serie drammatica
- New York Police Department – Bill Clark, David Milch, Nicholas Wootton
- Homicide – James Yoshimura
- New York Police Department – Bill Clark, Ted Mann, David Milch, Meredith Stiehm
- The Practice - Professione avvocati – David E. Kelley
- X-Files – Chris Carter

### Migliore sceneggiatura per una serie comica o commedia
- The Larry Sanders Show – Garry Shandling, Peter Tolan
- The Larry Sanders Show – Richard Day, Alex Gregory, Peter Huyck
- Ally McBeal – David E. Kelley
- Ellen – Lawrence Broch
- Frasier – Joe Keenan

### Migliore sceneggiatura per una miniserie o film per la televisione
- Don King - Una storia tutta americana – Kario Salem
- Dalla terra alla luna – Graham Yost
- Gia - Una donna oltre ogni limite – Michael Cristofer, Jay McInerney
- Merlino – Peter Barnes, Edward Khmara, David Stevens
- More Tales of the City – Nicholas Wright

## Creative Arts Emmy Awards

### Migliore attore ospite in una serie drammatica
- John Larroquette (Joey Heric) - The Practice - Professione avvocati
- Bruce Davison (Jake) - Il tocco di un angelo
- Charles Durning (John Gavin Sr.) - Homicide
- Charles Durning (Thomas Finnegan) - Homicide
- Charles Nelson Reilly (Jose Chung) - Millennium

### Migliore attore ospite in una serie comica o commedia
- Mel Brooks (Zio Phil) - Innamorati pazzi
- Hank Azaria (Nat) - Innamorati pazzi
- Lloyd Bridges (Izzy Mandelbaum) - Seinfeld
- John Cleese (Dr. Neesam) - Una famiglia del terzo tipo
- Nathan Lane (Professor Twilley) - Innamorati pazzi

### Migliore attrice ospite in una serie drammatica
- Cloris Leachman (Aunt Mooster) - Promised Land
- Veronica Cartwright (Cassandra Spender) - X-Files
- Swoosie Kurtz (Tina-Marie Chambliss) - E.R. - Medici in prima linea
- Lili Taylor (Marty Glenn) - X-Files
- Alfre Woodard (Dr. Roxanne Turner) - Homicide

### Migliore attrice ospite in una serie comica o commedia
- Emma Thompson (se stessa) - Ellen
- Carol Burnett (Theresa Stemple) - Innamorati pazzi
- Jan Hooks (Vicki Dubcek) - Una famiglia del terzo tipo
- Patti LuPone (Zora) - Frasier
- Bette Midler (Caprice Feldman) - Murphy Brown

### Migliore serie animata della durata massima di un'ora
- I Simpson per l'episodio Spazzatura fra i titani
- South Park per l'episodio Gay è bello
- King of the Hill per l'episodio Texas City Twister
- Mucca e Pollo per gli episodi Free Inside e Journey to the Center of Cow
- Il laboratorio di Dexter per gli episodi Il cane meccanico e Operetta